# Piszczana
Piszczana (ukr. Піщана) – wieś na Ukrainie w rejonie podolskim obwodu odeskiego.